# Peosidrilus hirsutus
Peosidrilus hirsutus är en ringmaskart som först beskrevs av Erséus 1986.  Peosidrilus hirsutus ingår i släktet Peosidrilus och familjen glattmaskar. Inga underarter finns listade i Catalogue of Life.